# Unintended
„Unintended“ je pátý a zároveň poslední singl z debutového alba Showbiz anglické alternativní rockové kapely Muse. Ve Spojeném království se začal prodávat 30. května 2000 ve formátu dvojCD a na 7" vinylu. Výjimečně je Unintended jedním ze dvou singlů Muse, který vyšel také na audiokazetě. Skladba se dále objevila na DVD Hullabaloo a skupina ji zahrála i v roce 2007 na červnových koncertech v londýnské Wembley aréně, z kterých vzešla koncertní kompilace H.A.A.R.P.
Během živých koncertů hraje většinou hlavní kytarovou melodii basista Chris Wolstenholme. Často si na tuto skladbu bere buď elektroakustickou nebo elektrickou kytaru. Aby však píseň nezůstala bez basů, používá pedál typu Roland PK-5. V období Absolution Muse do svých koncertních setlistů Unintended moc nezahrnovali, nicméně v poslední době ho hrají poměrně často. Právě při posledních vystoupeních hraje Matt Bellamy na klasickou elektroakustickou kytaru hlavní melodii, zatímco Chris hraje basy.

## Videoklip
Unintended patří k té menšině písní od Muse, které jsou uklidňující a dojímavé. Takový je také klip, jenž není, na rozdíl od ostatních klipů z alba Showbiz, plný hysterie a nekončí tragicky. Všichni tři členové se nacházejí v tmavé surreálné místnosti. Zatímco Matthew sedí na posteli a zpívá, do místnosti vejde Dominic, který si sedne na židli s paličkami na bicí v ruce. Chris v pokoji stojí, hraje na elektrický kontrabas a vedle něj se "zrcadlí" vlnící se dvě ženy.
Videoklip režíroval Howard Greenhalgh, který spolupracoval také s kapelami Genesis či Placebo. Zajímavé je, že původně měl být klip ve stylu malého vystoupení. Nicméně z nějakých důvodů režisér Greenhalgh zapomněl na natáčení obstarat pro Dominica bicí soupravu, a proto ve videu Dominic pouze sedí s paličkami, stejně tak jako zbytek členů kapely  .

## Verze singlu

### CD 1
1. „Unintended“ - 3:57
2. „Recess“ - 3:35
3. „Falling Down (Live Acoustic)“ - 5:10
4. „Unintended Video“ - 4:00

- akustická živá verze Falling Down byla nahraná v roce 1999 pro pařížské rádio Ouï FM.

### CD 2
1. „Unintended“ - 3:57
2. „Nishe“ - 2:42
3. „Hate This And I'll Love You (Live Acoustic)“ - 5:00

- verze songu Hate This & I'll Love You byla nahraná v roce 1999 pro pařížské rádio Ouï FM.

### 7" Vinyl
1. „Unintended“ - 3:57
2. „Sober (Live)“

### Audiokazeta
1. „Unintended“ - 3:57
2. „Sober (Live)“

### Beneluxská verze
1. „Unintended“ - 3:57
2. „Recess“ - 3:35
3. „Falling Down (Live Acoustic)“ - 5:10
4. „Sober (Live)“

- živá verze Sober byla pořízena v amesterdamském kulturním centru Paradiso 6. ledna 2000.